# Gabyna
Gabyna là một chi bướm đêm thuộc họ Erebidae.